# Vjekoslav Luburić (zapaśnik)
Vjekoslav Luburić (ur. 24 stycznia 1996) – chorwacki zapaśnik walczący w stylu klasycznym. Zajął dwunaste miejsce na mistrzostwach świata w 2021.
Dziesiąty na mistrzostwach Europy w 2021. Drugi na MŚ U-23 w 2019 roku.